# Ропсвил (Тексас)
Ропсвил (енгл. Ropesville) град је у америчкој савезној држави Тексас. По попису становништва из 2010. у њему је живело 434 становника.

## Демографија
Према попису становништва из 2010. у граду је живело 434 становника, што је 83 (16,1%) становника мање него 2000. године.
| Група             | 2000.       | 2010.       |
| Белци             | 227 (43,9%) | 211 (48,6%) |
| Афроамериканци    | 11 (2,1%)   | 7 (1,6%)    |
| Азијати           | 0 (0,0%)    | 1 (0,2%)    |
| Хиспаноамериканци | 275 (53,2%) | 213 (49,1%) |
| Укупно            | 517         | 434         |